# Стандарт енд Пуърс
Стандарт енд Пуърс (на английски: S&P Global Ratings, по-рано Standard & Poor's и неофициално известна като S&P) е американска агенция за кредитен рейтинг (CRA) и подразделение на S&P Global, което публикува финансови изследвания и анализи на уставен капитал и облигации, акции и стоки. S&P се счита за най-голямата от Голямата тройка агенции за кредитен рейтинг, която включва още Moody's Investors Service и Fitch Ratings. Централният ѝ офис се намира на Уотър стрийт 55 в Долен Манхатън, Ню Йорк.

## История
Компанията, носеща името на Хенри Пуър, възниква през 1860 г., когато той публикува „История на железниците и каналите в Съединените щати“. В книгата си събира детайлна информация за финансите и управлението на компаниите в железопътния бранш в САЩ. Впоследствие чрез компанията си, той започва да издава годишник с актуализирана информация.
През 1906 г. е основана компанията Стандард Статистикс Бюро, която предлага нов начин за предлагане на финансови отчети. Вместо често използваните годишници, новата компания използва картички 5x7 инча (12.7x17.8 см), които позволяват много по-често актуализиране на данните.
През 1941 г. компанията на Пуър Пуърс Публишинг и Стандард Статистикс се сливат в Стандарт енд Пуърс Корпорейшън. През 1966 г. слятата компания е купена от Макфроу-Хил, която компания след април 2016 г, се нарича S&P Global.

## Кредитен рейтинг
Като агенция, занимаваща се с кредитен рейтинг, компанията оценява кредитни рейтинги за дълга на публичните и частните предприятия. Стандарт енд Пуърс е една от няколкото компании, занимаващите с това, които са определени за национално признати статистически и рейтингови организации от страна на САЩ по ценните книжа и фондовите борси.
Стандарт енд Пуърс изготвя дългосрочни и краткосрочни кредитни рейтинги.

### Дългосрочен кредитен рейтинг
| AAA | AA | A | BBB | BB | B | CCC | CC/D | без рейтинг |

Компанията оценява по скала от AAA до D. Междинни оценки се предлагат на всяко ниво между AA и CCC (BBB+, BBB и BBB-). За някои кредитополучателите, компанията може също да предложи насоки (наречени „Наблюдавани кредитополучатели“) дали е вероятно да бъде обновен (положителна), понижена (отрицателно) или несигурен (неутрален).

#### Инвестиционен клас
- AAA: Длъжник, оценен с „ААА“ има изключително силен капацитет да изпълни финансовите си ангажименти. „ААА“ е най-висок рейтинг на издателя на кредитната определен от Стандарт енд Пуърс.
- AA: Длъжник, оценен с 'AA' има много силен капацитет да изпълни финансовите си ангажименти. Тази оценка се различава от най-високо оценени длъжници само в малка степен. Включва:
  - AA+: Еквивалент на Moody's Aa1 (високо качество, с много нисък кредитен риск, но се появява малко по-голяма чувствителност към дългосрочни рискове))
  - AA: Еквивалент на Aa2
  - AA-: Еквивалент на Aa3
- A: Длъжник, оценен с 'A'има силен капацитет да изпълни финансовите си ангажименти, но е малко по-податливи на неблагоприятните ефекти от промените в обстоятелствата и икономическите условия от длъжници в по-висок рейтинг категории.
  - A+: Еквивалент на A1
  - A: Еквивалент на A2
- BBB: Длъжник, оценен с 'BBB' разполага с достатъчен капацитет, за да изпълни финансовите си ангажименти. Въпреки това, неблагоприятните икономически условия или променящите се обстоятелства е по-вероятно да доведе до намаляване на способността на длъжника да изпълни финансовите си ангажименти.